# Jean-Frédéric Phélypeaux de Maurepas
Jean-Frédéric Phélypeaux de Maurepas, född 9 juli 1701 i Versailles, död 21 november 1781 i Versailles, var en fransk greve och statsman.
Maurepas familj hade innehaft ärftliga ämbeten som statssekreterare för sjöväsendet, för hovets och för staden Paris angelägenheter. År 1715 övertog Maurepas dessa till namnet, och från 1725 förvaltade han dem själv. Han störtades dock 1749, efter att han författat ett bitande epigram över Madame de Pompadour.
Då Ludvig XVI besteg tronen 1774, blev Maurepas kungens förtrogne och förste minister. Han återställde de av Maupeou upphävda så kallade stadsparlamenten, men fick se att dessa suveräna domstolar skapade oreda i det av Turgot, Malesherbes och Necker ledda arbetet med att reformera statsförvaltningen. Själv saknade han egentlig statsmannabegåvning och betraktade de nämnda som sina rivaler, vilka han snabbt lät falla. 
Till Englands förödmjukande genomdrev han 1778 beslutet att stödja de nordamerikanska kolonierna i deras frihetskamp. Hans sekreterare, Sallé, utgav i hans namn "Mémoires" (4 band, 1790-1792), vilka dock skall ha författats av Jean-Louis Giraud-Soulavie. Maurepas lät göra avskrifter (46 band i Bibliothèque nationale) efter en samling historiska visor, som samlats av genealogen Pierre Clairambault, och som delvis bildade underlaget för publikationen "Chansonnier historique du XVII:e siècle" (av Émile Raunié, 1879 ff.).